# Jakubowskie
Jakubowskie – wieś w Polsce położona w województwie podlaskim, w powiecie bielskim, w gminie Boćki.
W latach 1975–1998 miejscowość administracyjnie należała do województwa białostockiego.
Wieś położona jest nad rzeką Nurzec. W Jakubowskich mieszkają 263 osoby. Jest trzecią co do wielkości wsią w gminie Boćki (po Boćkach i Andryjankach).
Wierni kościoła rzymskokatolickiego należą do parafii św. Józefa Oblubieńca w Boćkach.